# C.F. Hansen Medaille
Die C.F. Hansen Medaille (dänisch: C.F. Hansen Medaillen, auch C.F. Hansens Opmuntringspris genannt) ist eine Auszeichnung der dänischen Königlichen Akademie der Schönen Künste (Det Kongelige Akademi for de Skønne Kunster, Teil der Königlich Dänischen Kunstakademie), die an dänische Architekten (in Einzelfällen auch anderen Berufen angehörende Personen) für außergewöhnliche Beiträge zur Architektur ausgelobt wird. Sie ist benannt nach dem klassizistischen Architekten Christian Frederik Hansen und wird seit 1830 – in der Regel jährlich – an einen oder mehrere Empfänger vergeben. Die Medaille ist als Förderpreis (Opmuntring) oder Auszeichnung für das bisherige Werk gedacht (oder beides) und ist die höchste Ehrung, die die Akademie an Architekten verleiht. Sie gilt daher als die renommierteste dänische Architektenauszeichnung.

## Träger der C.F. Hansen Medaille
(Aufzählung nicht vollständig; wenn nicht anders angegeben, sind die Empfänger Architekten)
- 2020: Signe und Christian Cold
- 2020: Dan Stubbergaard
- 2018: Torben Schønherr
- 2017: Bjarke Ingels
- 2016: Ursula Munch-Petersen (Keramikerin)
- 2014: Stig Lennart Andersson
- 2013: Jan Gehl
- 2012: Jan Søndergaard
- 2011: Ulrik Plesner
- 2010: Erik Hansen
- 2009: Kim Herforth Nielsen
- 2008: Dorte Mandrup-Poulsen
- 2006: Tyge Arnfred und Lene Tranberg
- 2004: Gutte Eriksen  (Malerin, Keramikerin) und Poul Ingemann
- 2003: Jørn Palle Schmidt
- 2002: Hanne Kjærholm und Grethe Meyer
- 2000: Niels Fagerholt, Hans Munk Hansen und Knud Munk
- 1999: Gehrdt Bornebusch
- 1998: Tegnestuen Vandkunsten
- 1996: Sven-Ingvar Andersson
- 1995: Erik Korshagen
- 1993: Karen Clemmensen & Ebbe Clemmensen und Knud Holscher
- 1992: Gertrud Vasegaard, Inger und Johannes Exner
- 1991: Nanna Ditzel (Designerin), Hans Dissing und Otto Weitling
- 1989: Erik Christian Sørensen und Vibeke Klint
- 1988: Johan Richter
- 1987: Knud Friis und Elmar Moltke Nielsen
- 1986: Tegnestuen Vandkunsten
- 1985: Henning Larsen
- 1983: Jørgen Bo
- 1982: Hans J. Wegner
- 1980: Viggo Møller-Jensen
- 1979: Vilhelm Wohlert
- 1978: Lis Ahlmann
- 1977: Steen Eiler Rasmussen
- 1973: Peter Bredsdorff
- 1972: Børge Mogensen (Designer)
- 1971: Mogens Lassen
- 1967: Jørn Utzon
- 1966: F.C. Lund
- 1963: Mogens Koch
- 1955: Arne Jacobsen und Bertel Udsen
- 1954: Kaare Klint und Vilhelm Lauritzen
- 1951: Erik Christian Sørensen
- 1950: Ejnar Dyggve
- 1949: Kai Christensen
- 1947: C. F. Møller und Kay Fisker
- 1945: G.N. Brandt (Landschaftsarchitekt)
- 1944: Finn Juhl
- 1943: Ivar Bentsen
- 1937: Ejner Graae und Henning Helger
- 1935: Hans Christian Hansen
- 1934: Preben Hansen
- 1930: Henning Jørgensen
- 1926: Holger Jacobsen
- 1924: P.V. Jensen Klint und Ib Lunding
- 1921: Marius Pedersen
- 1918: Charles Christensen und Christian Kampmann
- 1917: Ejnar Dyggve
- 1914: Thomas Havning
- 1907: Sven Risom
- 1893: Axel Berg
- 1891: Vilhelm Holck
- 1886: Vilhelm Friederichsen
- 1875: P.C. Bønecke
- 1859: Vilhelm Dahlerup
- 1856: C.V. Nielsen
- 1850: Ferdinand Meldahl
- 1841: H.C. Stilling
- 1838: L.A. Winstrup
- 1835: N.S. Nebelong
- 1833: Johan Jacob Deuntzer und Gottlieb Bindesbøll